# دلم را نادیده نگیر
«دلم را نادیده نگیر» (به انگلیسی: Don't Take Away My Heart) تک‌آهنگی از مدرن تاکینگ است که در سال ۲۰۰۰ میلادی منتشر شد. این تک‌آهنگ در آلبوم سال اژدها (آلبوم مدرن تاکینگ) قرار داشت.